# Campylomyza plicata
Campylomyza plicata är en tvåvingeart som beskrevs av Fedotova 2004. Campylomyza plicata ingår i släktet Campylomyza och familjen gallmyggor. Inga underarter finns listade i Catalogue of Life.